# Piazza Santa Felicita
Piazza Santa Felicita è uno slargo del centro storico di Firenze, situata in Oltrarno. Vi si accede dal via Guicciardini e da piazza dei Rossi. 

## Storia e descrizione
La denominazione è in riferimento alla chiesa parrocchiale che ancora oggi segna la piazza, una delle più antiche di Firenze per fondazione, sorta ai primi del V secolo in un luogo dove già due secoli prima si era stabilita la primitiva comunità cristiana della città. 
Oltre all'edificio della chiesa e dei suoi annessi (su lato destro), fu determinante nel definirsi dello slargo la costruzione del trecentesco palazzo in angolo con via de' Guicciardini dal lato verso il Ponte Vecchio, dovuto alla famiglia Rossi d'Oltrarno, che per secoli segnò con la sua presenza la zona, tanto da essere legata anche alle vicende della colonna che ugualmente caratterizza lo spazio. 

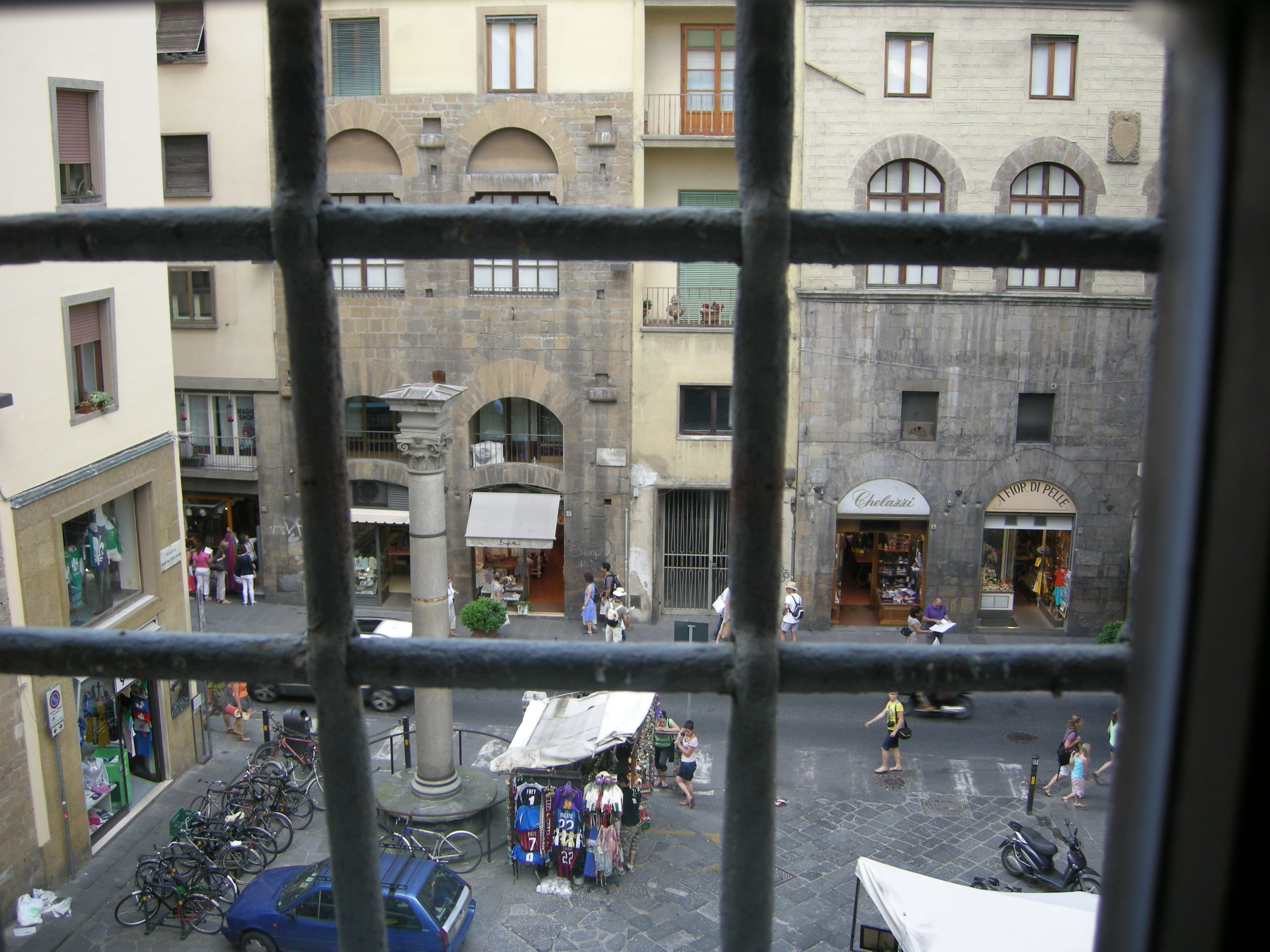
La piazza vista dal corridoio Vasariano

Questa fabbrica, al pari dell'altra posta dal lato opposto, fu distrutta delle mine fatte brillare dall'esercito tedesco in ritirata nell'agosto del 1944, con l'intento di fare con le macerie barriera al Ponte Vecchio e impedirne l'utilizzo da parte dell'esercito alleato proveniente da sud. Le successive ricostruzioni, pur conservando le volumetrie precedenti, hanno quindi significativamente modificato il carattere antico della piazza ancora ben documentato dalle fotografie scattate prima delle distruzioni. 
Per quanto riguarda la facciata della chiesa di Santa Felicita, non direttamente interessata dall'esplosione delle mine, si segnala, sulla scorta delle ricerche condotte da Maria Cristina François, come l'attuale aspetto (legato all'intervento di rinnovamento dell'intero complesso realizzato nel Settecento su progetto di Ferdinando Ruggieri) sia stato in parte condizionato dagli importanti lavori di restauro condotti sulla struttura tra il 1872 e il 1883, parzialmente sostenuti dalla Casa Reale ed eseguiti su progetto dell'architetto Giacomo Roster. In tale occasione, tra l'altro, la facciata fu rinnovata con la realizzazione della cancellata, della nuova porta di accesso alla chiesa e delle finestre del sottoportico. Nel 1874, poi, il fronte della chiesa e del relativo tratto del corridoio Vasariano fu dipinto a finti graffiti dal pittore riquadratore Davide Pucci (poi scialbati negli anni trenta del Novecento). 
Negli anni quaranta del Novecento la zona fu oggetto di una campagna di scavi condotti dalla locale Soprintendenza Archeologica che portò alla luce cospicui resti della basilica e delle sepolture paleocristiane, con epigrafi funerarie attestanti la presenza in antico di una comunità cristiana di lingua greca e di provenienza siriana. 
Attualmente la piazza è animata da vari esercizi commerciali ed è interessata (seppure di riflesso) dell'intenso flusso pedonale di via de' Guicciardini, arteria preferenziale anche turistica che collega Ponte Vecchio a piazza de' Pitti.

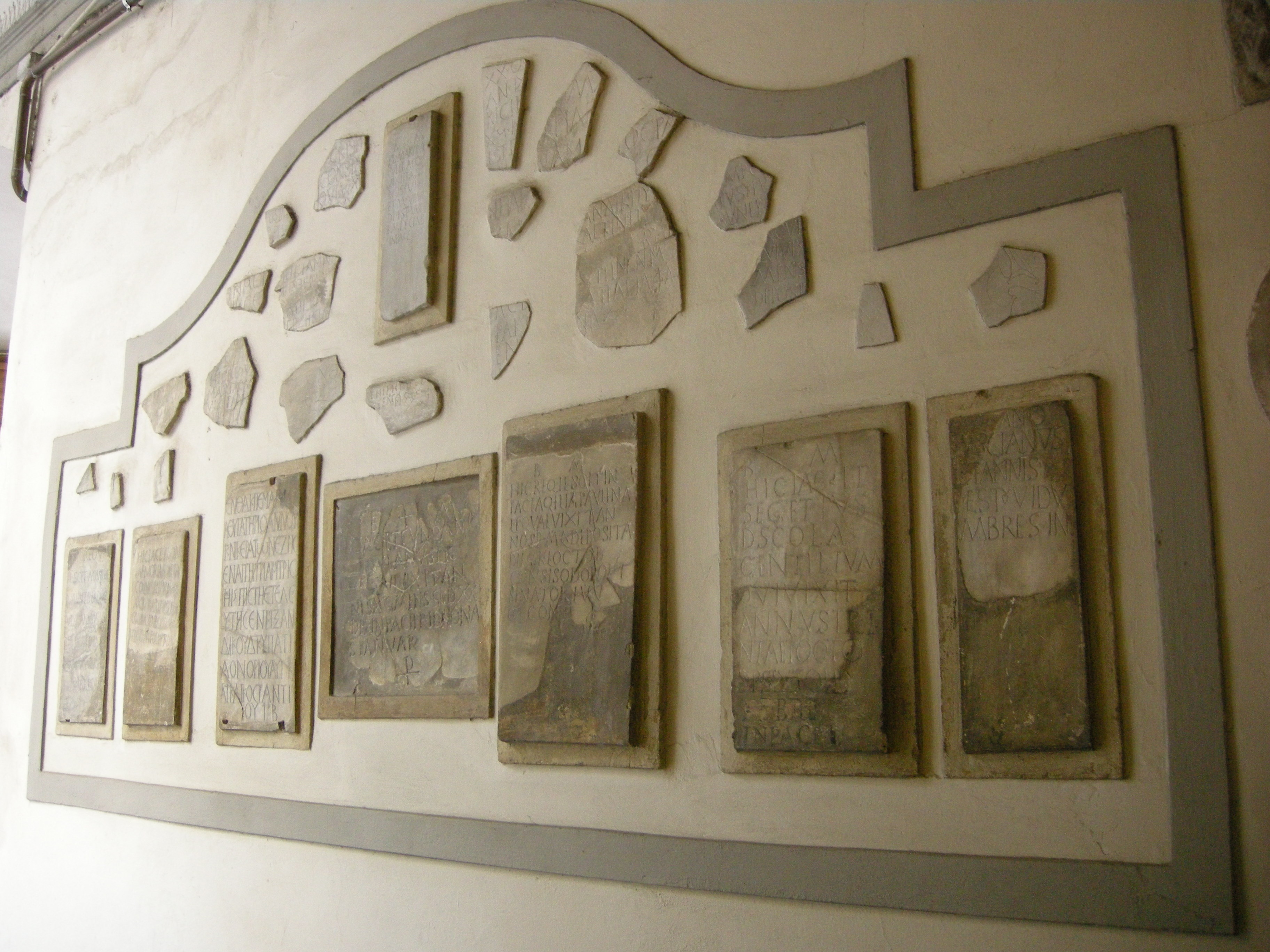
Frammenti di lapidi romane nel lapidarium di Santa Felicita
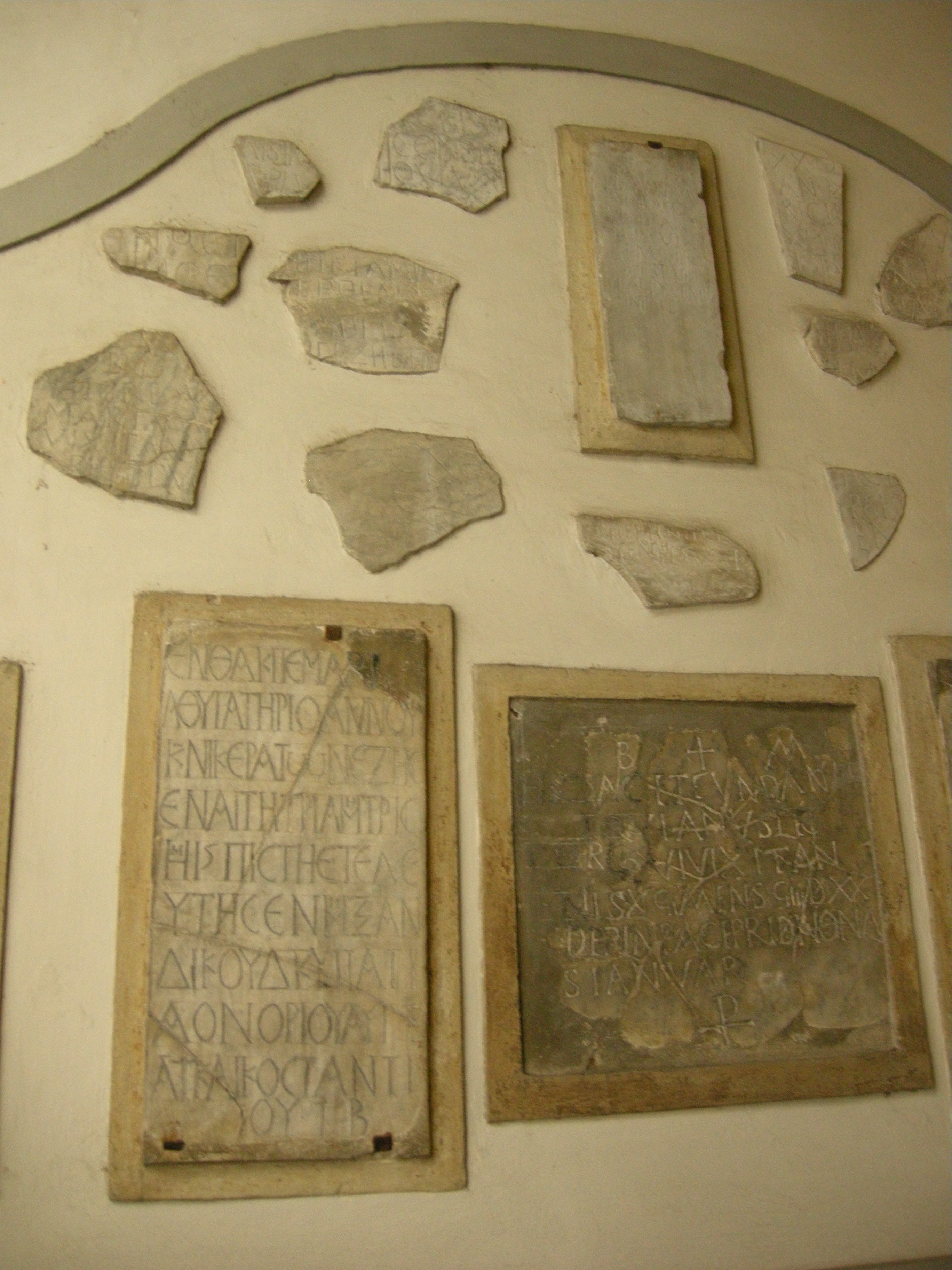
Lapidi paleocristiane in greco

### Edifici
| Immagine | N°   | Nome                         | Descrizione |
| -------- | ---- | ---------------------------- | --- |
|          | 1-2  | Palazzo dei Rossi d'Oltrarno | Si indicava qui un edificio in angolo tra via de' Guicciardini e piazza Santa Felicita, a occupare tutto il fianco sinistro della piazza guardando verso la chiesa. Questo palazzo, trecentesco (ma che conobbe importanti opere di rinnovamento tra il 1481-1482 e e ancora nel 1494-1495 ad opera di Tribaldo de' Rossi, come documentato nel libro di muraglia studiato da Giuseppina Carla Romby 2012), fu distrutto dall'esplosione delle mine collocate dall'esercito tedesco in ritirata nell'agosto nel 1944, ed ora nello stesso luogo sorge un casamento moderno a sei piani che, come per molti altri edifici della zona ricostruiti a partire dagli anni cinquanta del Novecento, evoca comunque le caratteristiche dell'antico tessuto urbano grazie sia a un'altana sia a una serie di mensole in cemento che determinano un breve sporto. |
|          | s.n. | Arco dei Rossi               | Si tratta di antico cavalcavia del Corridoio Vasariano, che dopo aver attraversato alcune case lungo via Guicciardini, scavalca la strad ed entra nella tribuna della chiesa di Santa Felicita, dove si trova la balconata da cui i Medici potevano assistere alle funzioni religiose. Sotto l'arco si trovano una lapide dei Signori Otto (lato sud) e un tabernacolo con la Madonna col Bambino (lato nord); la presenza di un cancella sul pilastro dell'arco è da mettere in relazioni all'accesso alle cantine dell'edificio attiguo, e non conduce al passaggio dei granduchi. |
|          | s.n. | Santa Felicita               | La prima chiesa risalirebbe al periodo fra la fine del IV e l'inizio del V secolo, dedicata ad una santa martirizzata a Cartagine con santa Perpetua. Una prima ricostruzione della chiesa avvenne nell'XI secolo, mentre l'aspetto odierno risale al Settecento quando l’architetto Ferdinando Ruggeri la ristrutturò completamente. Nonostante i molti rifacimenti sono presenti ancora alcune importanto opere anteriori, fra le quali spicca la cappella Capponi decorata da Pontormo e Bronzino, vero capolavoro dell'arte manierista, eseguito fra il 1525 ed il 1528. La chiesa acquistò una maggiore importanza quando i Medici sfruttarono la sua posizione per far passare il Corridoio Vasariano dentro la chiesa, dove da una terrazza potevano assistere alle funzioni religiose. |
|          | 3    | Canonica di Santa Felicita   | Come ricorda una lapide presso il campanello ("Campanello della Cura") e la scritta "OPA" sull'architrave ("Opera", intesa come cura della chiesa) aveva qui sede la canonica delle chiesa parrocchiale e era presente anche un accesso di servizio al monastero femminile che conduce dirattemnte al chiostro. Nel piccolo cortile subito dopo l'accesso, oggi aperto al transito, ma si deve immaginare chiuso anticamente da una cancellata, si nota uno stemma dei cavalieri di Pisa, apposto nel 1619 quando qui si tenne il Capitolo Generale dell'Ordine di Santo Stefano, presieduto dal gran Maestro Cosimo II de' Medici. Nel breve corridoio che conduce al chiostro, un tempo richiarato da una lanterna di cui resta ancora il braccio metallico, si trovano poi due raccolte epigrafiche murate nella parete: quella a sinistra conserva le lapidi greche e romane provenienti dal cimitero paleocristiano sotto la piazza e la chiesa; il secondo presenta una serie di stemmi medievali e rinascimentali, provenienti dalle sepolture nella chiesa e nel chiostro. |
|          | 4    | Casa                         | Anche il lato nord della piazza mostra un alto edificio (sei piani con assi sfalzati da quattro aperture in basso e da sette in alto) che può essere esemplificativo delle ricostruzioni postbelliche degli anni cinquanta. I piano inferiori infatti mostrano un paramento in pietraforte, aperture per fondaci ad arco, buche pontaie e finestre centinate con grate, il tutto che rimanda al lessico medievale, mentre i piani superiori sono schiettamente moderni, con semplici aperture rettangolari disposte in file regolari, senza alcune elemento decorativo, e un intonaco liscio e bianco, tipico dell'architettura moderna di quegli anni. |

### Monumenti

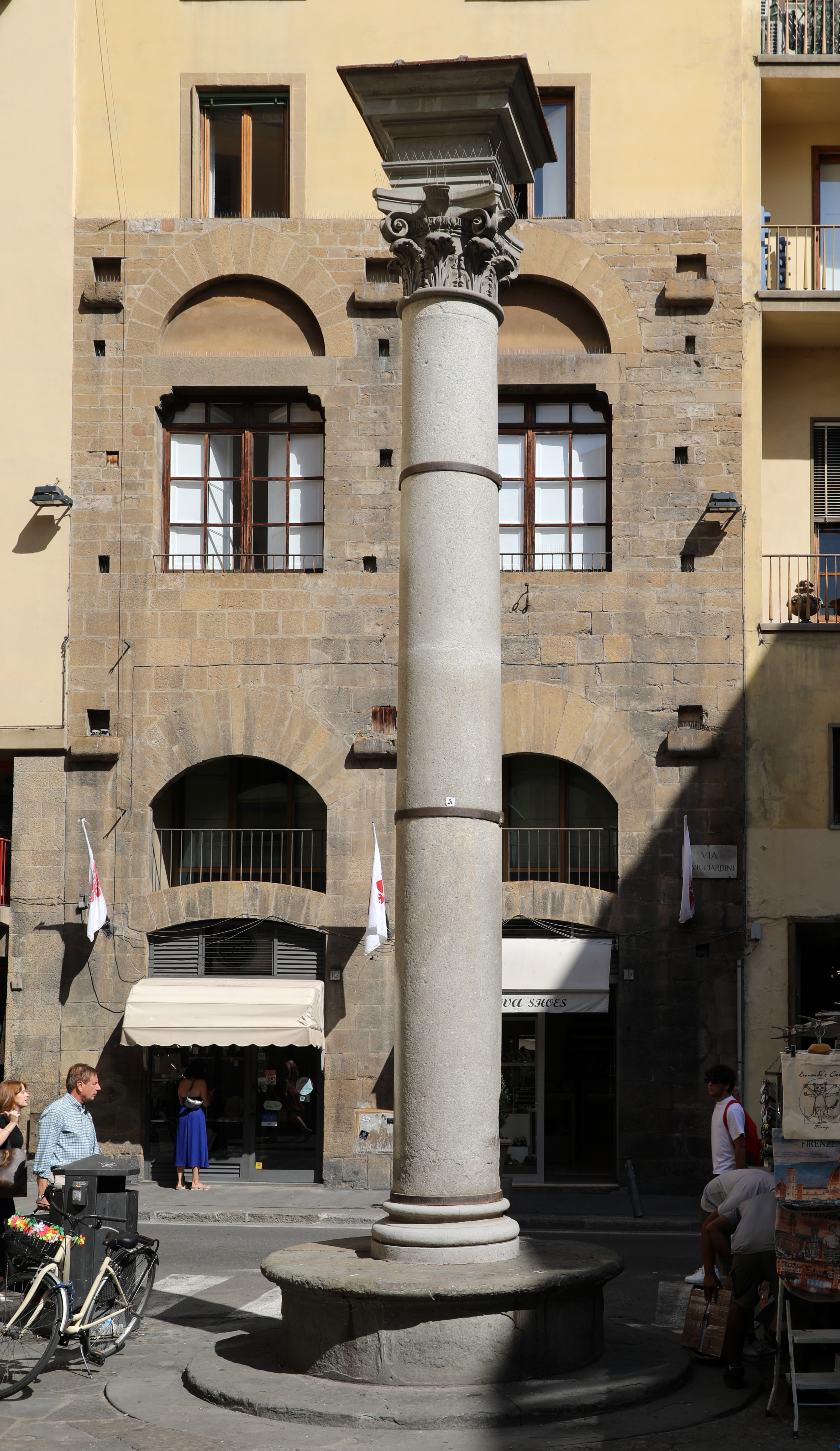
Colonna di Santa Felicita

Sulla strada affaccia la colonna di Santa Felicita: si tratta del fusto in granito dell'isola d'Elba di una colonna quasi sicuramente antica pertinente a un mausoleo del cimitero cristiano che qui esistette almeno dal V secolo. Esso venne eretto nuovamente nel 1381, e dal 1484 vi fu posto un capitello e un plinto sorreggente una statua di San Pietro martire su iniziativa della famiglia Rossi che qui aveva il proprio palazzo e che era particolarmente devota al santo. Da questo episodio ne nacque la leggenda che la colonna marcasse il sito dove nel 1244 Pietro coi cavalieri di Santa Maria avrebbe sconfitto una milizia catara, una vicenda sicuramente amplificata, se non del tutto inventata, similmente a quella legata alla Croce al Trebbio.
La statua crollò nel 1732 e venne sostituita da un nuovo esemplare che probabilmente subì la stessa sorte in un evento imprecisato, entro il 1842. Seppur crollata nel 1944, la colonna venne restaurata e ricollocata, col suo capitello decorato dagli stemmi dei Rossi d'Oltrarno. Sebbene poco leggibile, sul fusto si trova ancora l'iscrizione del ripristino della statua nel 1733.

### Lapidi
Sotto l'Arco dei Rossi, in alto, si legge una lapide dei Signori Otto del 1642, che vietava come consueto i giochi rumorosi nei pressi del monastero:
| LI SS · OTTO PROIBISCONO IL GIOCARE ALLA PALLA ET OGNI ALTRO GIOCO EROMORE SV LEPIAZZE DI S · FELICITA E VICINO ALLA D · CHIESA AB · 50 SOTTO PENA DISCVDI QVATTRO E ARBITRIO COME ALLIBRO DE PARTITI N° 595 ACA · 122 ADI 27 D'AGO · 1642 |

La traslitterazione in italiano corrente è: «I Signori Otto proibiscono il gioco alla palla e tutti gli altri giochi e rumori sulle piazze di Santa Felicità (cioè sia su quella davanti alla chiesa, sia su quella laterale che corrisponde alla piazza dei Rossi) e vicino alla detta chiesa a braccia 50, sotto pena di una multa di due scudi e del loro arbitrio, con scritto nel libro dei Partiti n. 595 al capo 122, il giorno 27 agosto 1642».
Sul fusto della colonna di Santa Felicita, rivolta verso nord-ovest, è poi l'iscrizione dedicatoria del 1733, oramai difficilmente leggibile e tuttavia trascritta da Francesco Bigazzi:
| D. O. M. ALAMANNUS ROSSIUS EQUITIS ISIDORII F. PERVETUSTÆ ROSSIORUM DOMUS SUPERSTES UNICUS ARETAPHILÆ SAVINÆ MATRIS ATQUE TUTRICIS AUCTORITATE S. PETRI MARTYRIS STATUAM AVITÆ COLUMNÆ SUPERIMPOSITAM VETUSTATE COLLAPSAM RESTITUIT A. S. MDCCXXXIII |

Traduzione: «Dio Ottimo Massimo. Alamanno de' Rossi, figlio del cavaliere Isidoro, unico superstite dell'antica famiglia dei Rossi, sotto l'autorità della madre e tutrice
Aretafila Savini, ha ripristinato la statua di san Pietro Martire, posta sull'antica colonna, crollata a causa del tempo. Anno della Salvezza 1733».
Sotto il portico di Santa Felicita si trovano due lapidi funebri. La prima è di Barduccio Chierichini, morto nel 1416, i cui discendenti lo vollero qui poi ricordare nel 1738-1739:
| PRAESTANTISSIMI VIRI ET INSIGNIS MERCATORIS BARDVCCIJ CHERICHINI QVI MAGISTRATIBVS ET DIGNITATIBVS CVNCTIS REIPVBLICAE FLORENTINAE LAVDABILITER FVNCTVS LXXXV. AETATIS ANNVM AGENS ANIMAM CREATORI REDDIDIT A. MCCCCXVI. EXPRESSAM HANC IN MARMORE FIGVRAM, QVAE PRIMVM IN MEDIO TEMPLI FVIT, EO DEINDE RESTAVRATO, RR MM ROGATV IN ATRIVM TRANSFERENDAM: EPIGRAPHEM VERO VETVSTATE DELETAM, SEPVLCHRO IN FAMILIAE SACELLO COLLOCATO, OTTA VIVS, ET ALOISIVS BARDVCCI CHIERICHINI NEPOTES, HOC LAPIDE RESTITVENDAM CVRARVNT |

La traduzione è: «[Qui giace il corpo di] Barduccio Cherichini, uomo ragguardevolissimo e insigne mecenate, che dopo aver ricoperto con onore tutte le magistrature e le cariche della Repubblica Fiorentina rese l'anima a Dio all'età di 85 anni. Anno 1416. I nipoti Ottavio e Luigi Barducci Chierichini questa immagine scolpita nel marmo, la quale si trovava prima all'interno della chiesa, fecero trasferire, dopo il restauro di quella, per richiesta delle venerande monache, nell'atrio. Inoltre fecero trascrivere l'epigrafe danneggiata dal tempo, una volta collocato il sepolcro nel tempietto di famiglia, su questa lapide».
La seconda è memoria di Ferrante Capponi, segretario della Pratica Segreta e consigliere di stato di Cosimo III, morto nel 1688, qui spostata a seguito della ricostruzione della chiesa nel 1736-1739 dall'interno, nelle vicinanze della cappella gentilizia dei Capponi:
di Ferrante 
| FERRANTI CAPPONIO SENATORI GRAVISSIMO · EQVITVM D.STEPHANI PRAEFECTO QVAMPLVRIMIS PATRIAE MVNERIB. EGREGIE PERFVNCTO MAGNANIMITATE IVSTITIA LIBERALITATE PRVDENTIA INTEGRITATE CONSPICVO BONARVM ARTIVM VINDIGI PRAECLARORVM INGENIORVM MAECENATI PISTORII EA PROVINCIA CVM IMPERIO INTEGRE ADMINISTRATA AB INTESTINIS DIVTVRNISQVE DISSIDIIS LIBERATORI · PROCERVM SVMMORVMQVE VIRORVM AMICITIIS CLARO PRINCIPVM SVORVM QVORVM SVMMAE REI A CONSILIIS FVIT IVDICIO AC BENEVOLENTIA ORNATISSIMO · ROMAE ETRVRIAE TOTIVSQVE FORSITAN ORBIS LAVDES ET ADMIRATIONEM ADEPTO · FERRANTES CAPPONIVS SENATOR COMES ET EQVES HERES GENTILI SVO BENEMERENTI MAERENS POSVIT · OBIIT PRID. IDVS IANVAR. A.S.M.DCLXXXVIII AET · SVAE LXXVII · |

Traduzione: «A Ferrante Capponi, senatore gravissimo, comandante dei cavalieri di Santo Stefano, che ha svolto numerosi incarichi per la patria, con spiccata magnanimità, giustizia, generosità, prudenza e integrità, distintosi come generoso mecenate nella protezione delle nobili arti e nel sostegno degli illustri talenti, amministrando con integrale competenza la provincia di Pistoia sotto l'autorità, liberatore da lunghe e gravi lotte interne, conosciuto per le amicizie tra gli statisti di maggiore rilievo, ornato di giudizio e benevolenza, a Roma, nella Toscana e forse in tutto il mondo, ricevente lodi e ammirazione. Ferrante Capponi, senatore, conte e cavaliere, discepolo ed erede del suo meritevole antenato, tristemente ha posto [questa memoria], morto il 12 gennaio 1688 all'età di 77 anni».

### Tabernacoli

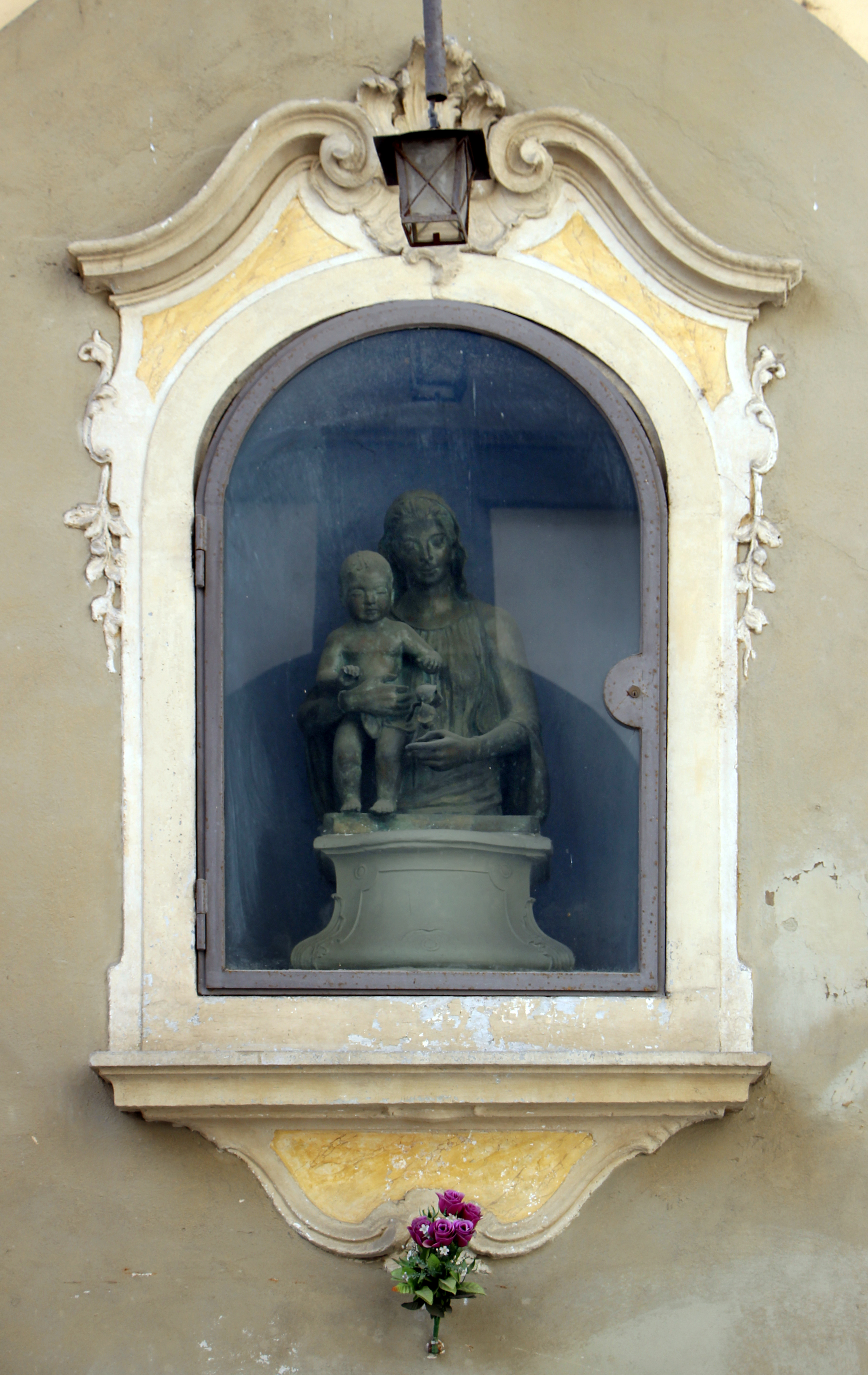
Il tabernacolo

Sotto l'arco dei Rossi si trova un tabernacolo settecentesco, con un busto di Madonna col Bambino.